# Internationaux de Nouvelle-Calédonie 2005
Gli Internationaux de Nouvelle-Calédonie 2005 sono stati un torneo di tennis giocato nel 2005 sul cemento con palline Slazenger. Il torneo faceva parte della categoria ATP Challenger Series nell'ambito dell'ATP Challenger Series 2005. Il torneo si è giocato a Nouméa in Nuova Caledonia, dal 3 al 9 gennaio 2005. Il montepremi previsto era di $75,000+H.

## Partecipanti singolare

### Teste di serie
| Nazionalità | Giocatore         | Ranking | Testa di serie |
| ----------- | ----------------- | ------- | -------------- |
| Germania    | Bjorn Phau        | 136     | 1              |
| Sudafrica   | Wesley Moodie     | 137     | 2              |
| Francia     | Thierry Ascione   | 140     | 3              |
| Stati Uniti | Jeff Salzenstein  | 144     | 4              |
| Francia     | Julien Jeanpierre | 155     | 5              |
| Italia      | Tomas Tenconi     | 169     | 6              |
| Francia     | Marc Gicquel      | 170     | 7              |
| Germania    | Dieter Kindlmann  | 172     | 8              |

### Altri partecipanti
Giocatori che hanno ricevuto una wild card:
- Philippe Frayssinoux
- Arnaud Di Pasquale
- Édouard Roger-Vasselin
- Jean-Baptiste Perlant

Giocatori che sono passati dalle qualificazioni:
- Harel Levy
- Gouichi Motomura
- Marcus Sarstrand
- Filip Prpic

## Partecipanti doppio

### Teste di serie
| Nazionalità | Giocatore       | Nazionalità | Giocatore         | Testa di serie |
| ----------- | --------------- | ----------- | ----------------- | -------------- |
| Australia   | Stephen Huss    | Sudafrica   | Wesley Moodie     | 1              |
| Italia      | Leonardo Azzaro | Italia      | Tomas Tenconi     | 2              |
| Rep. Ceca   | Lukas Dlouhy    | Rep. Ceca   | Pavel Šnobel      | 3              |
| Francia     | Thierry Ascione | Francia     | Julien Jeanpierre | 4              |

### Altri partecipanti
Coppie che hanno ricevuto una wild card:
- Filip Prpic /  Marcus Sarstrand
- Gouichi Motomura /  Takao Suzuki
- Toshiaki Sakai /  Robert Yim

## Punti e Montepremi
|           | Vincitore | Finalista | SF     | QF     | 2R     | 1R   | Q |
| --------- | --------- | --------- | ------ | ------ | ------ | ---- | - |
| Punti     | 70        | 49        | 31     | 16     | 7      | 0    | 3 |
| $ Singolo | $10,800   | $6,360    | $3,750 | $2,200 | $1,290 | $780 |   |
| $ Doppio  | $4,650    | $2,700    | $1,620 | $960   | $540   |      |   |

## Campioni

### Singolare
Gilles Simon ha battuto in finale  Björn Phau con il punteggio di 6–3, 6–0

### Doppio
Stephen Huss /  Wesley Moodie hanno battuto in finale  Jérôme Golmard /  Harel Levy con il punteggio di 6–3, 6–0